# Фомин, Сергей Семёнович
Сергей Семёнович Фомин (1915—1989) — майор Советской Армии, участник Великой Отечественной войны, Герой Советского Союза (1945).

## Биография
Сергей Фомин родился 21 октября 1915 года в посёлке Михайловка (ныне — город в Волгоградской области). После окончания неполной средней школы и школы фабрично-заводского ученичества работал на железной дороге. В 1936 году Фомин был призван на службу в Рабоче-крестьянскую Красную Армию. В 1939 году он окончил Сталинградское военное авиационное училище лётчиков. С начала Великой Отечественной войны — на её фронтах.
К сентябрю 1944 года старший лейтенант Сергей Фомин был заместителем командира эскадрильи 525-го штурмового авиаполка 227-й штурмовой авиадивизии 8-й воздушной армии 4-го Украинского фронта. К тому времени он совершил 108 боевых вылетов на штурмовку скоплений боевой техники и живой силы противника, нанеся ему большие потери.
Указом Президиума Верховного Совета СССР от 23 февраля 1945 года старший лейтенант Сергей Фомин был удостоен высокого звания Героя Советского Союза с вручением ордена Ленина и медали «Золотая Звезда».
После окончания войны Фомин продолжил службу в Советской Армии. В 1952 году он окончил Высшие лётно-тактические курсы. В 1954 году в звании майора Фомин был уволен в запас. Проживал в Киеве.
Был также награждён тремя орденами Красного Знамени, орденами Александра Невского и Красной Звезды, рядом медалей.